# Početna doza
Početna doza je inicijalna veća doza leka koja može da se primeni na početku toka lečenja, pre nego što se pređe na nižu održavajuću dozu.
Početna doza je najkorisnija kod lekova koji se relativno sporo eliminišu iz tela, tj. imaju dugačak sistemski poluživot. Takvim lekovima je neophodna niska održavajuća doza da bi održala količina leka u telu na podesnom terapeutskom nivou. To takođe znači da bi bez inicijalne visoke doze bio neophodan dug vremenski period da količina leka u telu dostigne terapeutski nivo.
Lekovi čija se primena može započeti inicijalnom dozom su između ostalih: digoksin, teikoplanin, vorikonazol i prokainamid. Primena fenitoina za akutni status epilepticus treba takođe da počne sa većom početnom dozom, koadministriranom sa benzodiazepinom, da bi se odmah stabilizovale neuronske membrane i električna aktivnost tokom napada. 